# 卢格区
盧格區是索馬利亞的一個區，位於該國西南部的蓋多州，首府為卢格。
盧格區設有盧格中學、盧格清真寺等建築設施，並有公路與多洛区相通。

## 外部鏈結
- 盧格在Google地圖上的位置
- 盧格區的行政區域圖 （页面存档备份，存于）